# Cameron Jordan
Cameron Tyler Jordan (Chandler, 10 luglio 1989) è un giocatore di football americano statunitense che milita nel ruolo di defensive end per i New Orleans Saints della National Football League. Fu scelto dai Saints come 24º assoluto nel Draft NFL 2011. Al college ha giocato a football a California.

## Carriera

### New Orleans Saints
Jordan era considerato uno dei migliori prospetti tra gli uomini della linea difensiva per il Draft NFL 2011 Fu scelto come 24º assoluto nel corso del primo giro New Orleans Saints. Il 2 agosto 2011, Jordan firmò un contratto quadriennale del valore di 7,7 milioni di dollari coi Saints. Nella sua stagione da rookie, Jordan giocò come titolare tutte le gare della stagione ad eccezione di una, mettendo a segno 31 tackle, 1 sack e 3 passaggi deviati.

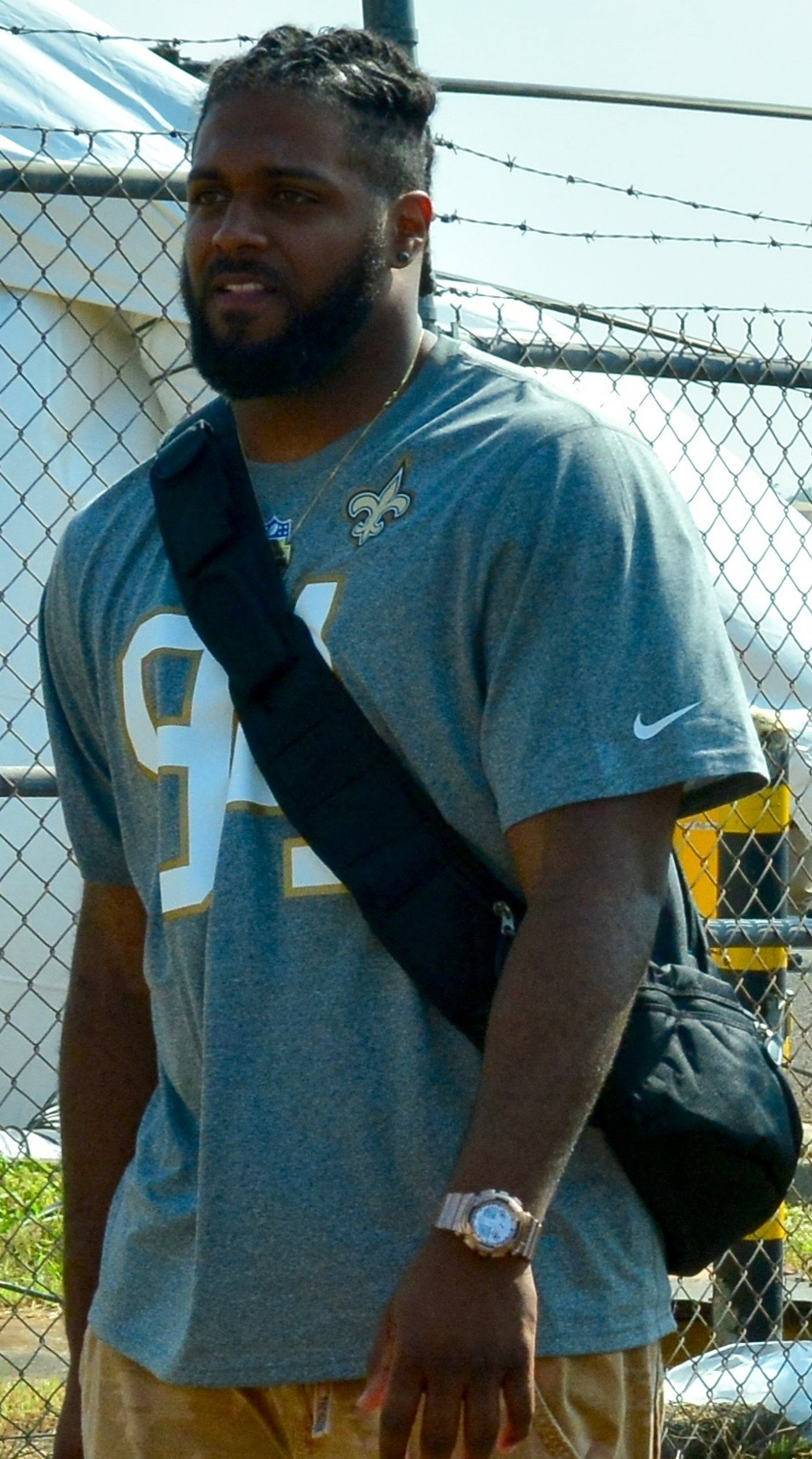
Jordan prima del Pro Bowl 2016

Nella settimana 14 della stagione 2013, Jordan mise a segno due sack contro i Carolina Panthers, arrivando a quota 11,5 in stagione. La sua stagione terminò al quinto posto nella lega con 12,5 sack, venendo premiato con la prima convocazione al Pro Bowl in carriera. Il 4 gennaio 2014, i Saints vinsero la prima gara di playoff in trasferta della storia della franchigia superando i Philadelphia Eagles per 26-24 nel turno delle wild card. Jordan contribuì con 1,5 sack su Nick Foles. La settimana successiva fece registrare un sack su Russell Wilson ma la sua squadra fu eliminata dai Seattle Seahawks. A fine anno fu votato al 99º posto nella NFL Top 100.
Il 2014 di Jordan non fu al livello della stagione precedente, anche se riuscì comunque a classificarsi secondo nella squadra con 7,5 sack e a far registrare il primo intercetto in carriera su Ben Roethlisberger dei Pittsburgh Steelers nella settimana 13. L'anno successivo mise a segno 10 sack, venendo convocato per il suo secondo Pro Bowl al posto dell'infortunato Chandler Jones.
Nel sesto della stagione 2017, Jordan mise a segno 4 tackle, 2 sack e intercettò Matthew Stafford nella end zone nella vittoria sui Detroit Lions per 52-38, venendo premiato come miglior difensore della NFC della settimana. Alla fine di novembre fu premiato come miglior difensore del mese della NFC in cui mise a segno 3 sack. A fine stagione fu convocato per il suo terzo Pro Bowl e inserito per la prima volta nel First-team All-Pro dopo essersi classificato quarto nella NFL con 13 sack. Un altro lo mise a segno nel primo turno di playoff su Cam Newton nella vittoria sui Carolina Panthers.
Nel 2018 Jordan fu convocato per il suo quarto Pro Bowl e inserito nel Second-team All-Pro dopo avere messo a segno 12 sack. I Saints invece vinsero la loro division per il secondo anno consecutivo.
Nel tredicesimo turno della stagione 2019, Jordan fu premiato come difensore della NFC della settimana dopo avere messo a segno un record in carriera di 4 sack nella vittoria sugli Atlanta Falcons. A fine stagione fu convocato per il suo quinto Pro Bowl e inserito nel Second-team All-Pro dopo avere messo a segno un record in carriera di 15,5 sack (terzo nella NFL).
Nella settimana 11 della stagione 2020 contro gli Atlanta Falcons, Jordan fece registrare 3 sack. Alla fine di novembre fu premiato per la seconda volta in carriera come difensore del mese della NFC in cui mise a segno 5 sack e 12 tackle, di cui 6 con perdita di yard. A fine stagione fu convocato per il suo sesto Pro Bowl (non disputato a causa della pandemia di COVID-19) dopo avere fatto registrare 7,5 sack.
Nel 2021 Jordan fu convocato per il suo settimo Pro Bowl dopo avere messo a segno 12,5 sack, grazie a cui superò quota 100 in carriera.
Nella gara del penultimo turno della stagione 2022, la vittoria 20-10 sui Philadelphia Eagles, Jordan mise a segno cinque tackle, un fumble forzato e tre sack con cui divenne il leader di tutti i tempi in carriera dei Saints, superando l'Hall of Famer Rickey Jackson, fermo a quota 115. Per questa prestazione fu premiato come miglior difensore della NFC della settimana A fine stagione fu convocato per il suo settimo Pro Bowl dopo avere terminato con 8,5 sack.
Il 4 agosto 2023 Jordan firmò con i Saints un nuovo contratto biennale del valore di 27,5 milioni di dollari.

## Palmarès
- Convocazioni al Pro Bowl: 7

2013, 2015, 2017, 2018, 2019, 2020, 2021
- First-team All-Pro: 1

2017
- Second-team All-Pro: 2

2018, 2019
- Difensore della NFC del mese: 2

novembre 2017, novembre 2020
- Difensore della NFC della settimana: 4

6ª del 2017, 15ª e 17ª del 2021, 17ª del 2022
- Formazione ideale della NFL degli anni 2010

## Vita privata
Cameron è il figlio dell'ex tight end dei Minnesota Vikings Steve Jordan, sei volte Pro Bowler.